# ねりお弘晃
ねりお 弘晃（ねりお ひろあき、1989年〈平成元年〉4月15日 - ）は、日本の俳優。岡山県出身。本名は練苧 弘晃。
2023年12月20日でエヴァーグリーン・エンタテイメントを退所し、以降フリー。2024年8月、合同会社GigHubを設立。

## 出演

### テレビドラマ
- 13歳のハローワーク（2012年、テレビ朝日）
- リッチマン、プアウーマン（2012年、フジテレビ）
  - リッチマン、プアウーマン in ニューヨーク（2013年）
- Piece（2012年、日本テレビ） - 富田
- とんび 第7話「父と子の巣立ち」（2013年、TBS）
- 怪奇大作戦 ミステリー・ファイル 第3話（2013年、NHK BSプレミアム） - 目撃者
- 安堂ロイド〜A.I. knows LOVE?〜 第5話「今夜衝撃の第5話！愛を知ったロイドが涙を流す…。怒濤の展開への序章」（2013年、TBS）
- 水曜ミステリー9 嫌われ監察官 音無一六〜警察内部調査の鬼〜 第1作「刑事の敵が怠慢捜査捜査にメスを入れる！」（2013年、テレビ東京）
- チーム・バチスタ4 螺鈿迷宮 第5話「暴かれた解剖のミス」（2014年、フジテレビ）
- 地の塩 第2話（2014年、WOWOW）
- 続・最後から二番目の恋（2014年、フジテレビ）
- ファーストクラス（2014年、フジテレビ）
- おやじの背中 第7話「よろしくな息子」（2014年、TBS）
- 黒服物語 第1話「ゆとりお坊っちゃん キャバクラで、のし上がる!?」（2014年、テレビ朝日） - 工藤 役
- Nのために 第4話「被害者Nと出会った日…すれ違う2人」（2014年、TBS）
- 土曜ワイド劇場 逆転報道の女 第4弾「熟女ホステス連続殺人!」（2014年、テレビ朝日）
- ウルトラマンオーブ（2016年、テレビ東京） - 松戸シン 役[4]
- 家政夫のミタゾノ 第6話（2016年、テレビ朝日） - 田辺巡査役
- 天才バカボン2（2017年、NTV） - タレント役
- &美少女 NEXT GIRL meets Tokyo 第1話（2017年、FOD・フジテレビ）  - 近藤役
- CRISIS 公安機動捜査隊特捜班 第8話（2017年、フジテレビ） - 金山役
- 弱虫ペダル season2 第4話（2017年、BSスカパー） - 大粒健士役
- 黒革の手帖 第8話（2017年、テレビ朝日） - 検察官役
- ドロ刑 -警視庁捜査三課- 第1、5、8話（2019年、日本テレビ）
- いだてん〜東京オリムピック噺〜 第2話（2019年、NHK） - 口ひげの男（夏目漱石）役
- 私のおじさん 第6話（2019年、テレビ朝日） - 大学生役
- まだ結婚できない男 第1話（2019年、フジテレビ） - 裁判長 役
- G線上のあなたと私 最終話（2019年、TBS） - ネットカフェ店員 役
- ランチ合コン探偵～恋とグルメと謎解きと～ 第2話（2020年、日本テレビ） - 犯人役
- マリーミー! 第1話（2020年、テレビ朝日） - 役所職員 役
- リコカツ 第1話（2021年、TBS） - まさみの夫 役
- 真犯人フラグ 第4話（2021年11月7日、日本テレビ） - みらい生命保険営業マン 役
- 部長と社畜の恋はもどかしい（2022年1月6日 - 3月24日、テレビ東京） - 安藤直樹 役[5][6]
- 愛しい嘘〜優しい闇〜 第2話・第6話（2022年1月21日・2月18日、テレビ朝日） - 葛西 役
- 祈りのカルテ（2022年） - 岡部彰 役
- 私と夫と夫の彼氏（2023年） - 柴崎教諭 役
- 民王R 第4話（2024年11月12日、テレビ朝日） - ハンバーガーショップの店長 役
- 家政婦クロミは腐った家族を許さない 第1話・第12話（2025年1月11日・3月29日、テレビ東京） - 刑事 役[7]
- ミッドナイト屋台〜ラ・ボンノォ〜 第5話（2025年5月10日、東海テレビ・フジテレビ） - 方丈輝善の担当医 役[8]

### 配信ドラマ
- 最上のプロポーズ（2013年、BeeTV）
- &美少女 NEXT GIRL meets Tokyo 第1話 (2017年4月5日、FOD) - 近藤 役

### 映画
- ママ、ごはんまだ？（2016年）
- 劇場版 ウルトラマンオーブ 絆の力、おかりします!（2017年、松竹メディア事業部） - 松戸シン 役
- リンキング・ラブ（2017年） - 芦田マコト 役
- こいのわ　婚活クルージング（2017年）
- ...and LOVE（2017年）
- 便利屋エレジー（2017年）
- ボクは、ボク、クジラは、クジラで、泳いでいる。(2018年) - 迫田 役
- 怪獣の湯 大怪獣ブゴン[9]（2022年、監督：田口清隆、別府短編映画制作プロジェクト）[10][11]
- ブラックホールに願いを!（2025年公開予定）[12]

### CM
- マース ジャパン スニッカーズ（2012年）
- 三井ダイレクト損害保険（2012年）
- コール オブ デューティシリーズ（2012年）
- ディップ株式会社 バイトルドットコム（2013年）
- 東京メトロ（2013年）
- ほっともっと 生姜焼き編（2013年）
- ソニー VAIO カメラ（2013年）
- セガゲームス ファンタシースターオンライン2（2014年）
- 日本マクドナルド
  - 日本マクドナルド FIFAワールドカップキャンペーン（2014年）
  - エグチ篇（2015年）
  - カケテミーヨ「チーズボロネーゼをカケテミーヨ」篇（2018年）
  - ワイルド スパイシービーフ / ワイルド倍スパイシービーフ（2019年）
  - ハッピーセット「パーティーのゲストはジョージ」篇（2020年）
  - ハッピーセット「パーティーパパ」篇（2021年）
- レオパレス21（2014年）
- アイフル（2015年）
- モンスターストライク 超獣神祭 絶叫篇（2015年）
- UR都市機構 UR賃貸（2015年 - ）
- ロート製薬 Mr.OXY 合コン篇（2015年）
- 伊藤園 おーいお茶「今年も氷水出しはじめました」篇（2017年）
- ドクター・ショール ジェルアクティブ エブリディ（2017年）
- ほっかほっか亭 日替り母さん弁当（2017年）
- ユーキャン サラリーマン篇（2018年）
- キヤノンマーケティングジャパン「あなたの胸を打ちたい」（2018年）
- オリックス自動車 オリックスレンタカー（2018年）
- Google Play ドラゴンボールレジェンズ（2018年）
- セブンイレブン
  - 夜セブン・パスタ（2018年）
  - 新!セブンイレブンアプリ（2019年 - 2020年）
- 大塚製薬 SOYJOY（2018年、インドネシア）
- LINE Pay LINE Pay（2018年）
- 日本航空「シアトル開設準備室長 オフィス」篇（2019年）
- au
  - auひかりホームX（2019年）
  - auウォレットプログラム（2019年 - ）
- アトラエ 転職サイトGreen（2019年）
- 日本ハム 豊潤（2019年 - ） - テレビCM 店頭 メイン
- 三井住友海上あいおい生命保険 ＆LIFE 新総合収入保障ワイド（2019年 - 2020年）
- アイシン・エィ・ダブリュ 来客者向けムービー（2019年 - 2020年）
- JR東海 スマートEX（2019年 - 2020年）
- NEC LAVIE Pro Mobile（2019年 - 2020年）
- KIRIN 適正飲酒マナー（WEB CM、2019年 - ）
- エースコック スープはるさめ（2019年 - ）
- 日本FP協会「100年メガネ」篇（2019年 - ）
- コカ・コーラ
  - リアルゴールド ドラゴンブースト（2019年）
  - ジョージア アニメ『うる星やつら』コラボ「ジョージアであたるっちゃ」篇（2023年）[13]
- マネーフォワード「確定申告がわからない」編（2019年 - ）
- NEC 2040年の住宅の暮らし（2019年 - ）
- グループセブジャパン Cook4me&Cook4me mini（2019年 - ）
- 大鵬薬品工業 シルバーのソルマック（2019年 - ）
- カッパ・クリエイト かっぱ寿司 冬特盛（2019年 - 2020年）
- シービック デオナチュレ新処方でパワーアップ！ (WEB CM、2020年 - ）
- 四国水族館開発 四国水族館（2020年 - ）
- 東北インテリジェント通信 トークネット（2020年 - ）
- ユニポス Unipos（2020年 - ）
- ペルフェティ・ファン・メレ メントス（2020年）
- キッコーマン 減塩醤油（2020年 - ）
- ニチバン ケアリーヴ治す力（2020年 - ）
- Spotify Spotifyまとめ「プレゼント」篇 / Spotify Premium「キャンプ」篇（2020年 - ）
- バンダイ 装動 仮面ライダーリバイス「リバイスRAP」篇（2021年）[14]
- アコム「それ全部やってますよ」篇（2021年）
- オープンハウス「座敷童子 散歩」篇（2021年）
- マネックス証券「未来をつくる銘柄がある。米国株は、マネックス」篇（2021年 - ）
- ダノンジャパン ダノンビオ「乳酸菌の真実」篇（2021年 - ）
- 三菱UFJ銀行「ダイレクトインパクト！」篇（2021年 - ）
- テレビ朝日 スーパーバラバラ大作戦 PR CM（2021年 - ）
- 大成株式会社「じゆうな発想 ドローン」篇 / 「じゆうな発想 ロボット警備員」篇 / 「じゆうな発想 植林」篇（2018年 - ）
- NTTドコモ 青春ビンゴVaundy×docomo青春割 祝卒業ムービー（Webムービー、2023年）

### スチール
- UR賃貸住宅　U35割
- 日本IBM　IBMが、あなたに飛躍力を。- ゲーム・デベロッパー